# Satisfactory
Satisfactory è un videogioco di simulazione creato dalla Coffee Stain Studios. È un gioco open-world in prima persona in tre dimensioni che si basa sull'esplorazione e sulla costruzione di fabbriche. Il giocatore atterra in un pianeta alieno e grazie a degli strumenti è in grado di sfruttarne le risorse naturali costruendo macchinari sempre più complessi e fabbriche per automatizzare la produzione.
Uno dei primi obiettivi è la costruzione di un ascensore spaziale che permette al giocatore di rifornire la compagnia a cui fa riferimento (la Ficsit) in modo da ottenere nuovi materiali e nuove ricerche sempre più avanzate.
Il gioco man mano che si va avanti diventa sempre più complesso e richiede molto tempo di gioco per la costruzione di fabbriche ottimizzate al meglio.
La tipologia di gioco di Satisfactory viene descritta come una versione in prima persona di Factorio anche se presenta numerose differenze, in primis la gestione della mappa.

## Modalità di gioco
Il giocatore prende il ruolo di un ingegnere che atterra in un pianeta alieno sconosciuto. Ci sono quattro zone da cui si può iniziare: Prateria, Deserto Roccioso, Deserto Sabbioso e Foresta del Nord. Queste quattro posizioni differiscono per vari fattori quali disponibilità di risorse, cibo, acqua e conformazione del terreno.
Il giocatore inizia costruendo un Hub dai pezzi recuperati dalla navicella che gli ha permesso di raggiungere il pianeta. Da questo punto il giocatore inizia ad espandere l'Hub partendo dal livello 1 attraverso la fornitura di determinati oggetti e componenti.
Una volta che tutti i componenti sono stati forniti all'Hub, questo aumenterà di livello, dando al giocatore come ricompensa maggiori costruzioni, risorse, oggetti e potenziamenti.
Inizialmente molti oggetti verranno costruiti a mano per via della difficoltà e dei costi troppo alti, ma l'obiettivo è proprio quello di automatizzare la creazione e l'estrazione di pressoché tutte le risorse del pianeta attraverso estrattori di liquidi o minatori per il materiale solido. Per il funzionamento di questi macchinari è richiesta energia ed anch'essa viene prodotta in vari modi a seconda del livello di progresso tecnologico che si possiede.
Affiancato a questi progetti di costruzione c'è l'aspetto esplorativo e di combattimento; il pianeta è grande e le risorse non sono sempre a portata di mano. Molte zone per la raccolta di cibo o per l'estrazione mineraria sono presidiate da vari tipi di mostri alieni di diversa difficoltà, in base soprattutto alla ricchezza della zona interessata. 

## Vendite
Tre mesi dopo l'uscita in accesso anticipato, oltre 500 000 copie sono state vendute ; a luglio 2020 il numero è salito a 1,3 milioni di copie.